# العقاد (حضرموت)
العقاد هي إحدى قرى الجمهورية اليمنية. وهي تتبع جغرافيًا لمحافظة حضرموت. وإداريًا لمديرية القطن. يبلغ تعداد سكانها 2114 نسمة حسب الإحصاء الذي جرى عام 2004.